# Antegnate
Antegnate [anteˈɲ(ː)aːte]  (Antegnàt [antɛˈɲat] in dialetto bergamasco) è un comune italiano di 3 320 abitanti della provincia di Bergamo in Lombardia. Il comune si trova nella media pianura Padana, a circa 29 chilometri in direzione sud est rispetto al capoluogo orobico.

## Storia

### L'antichità
Come molti altri comuni della zona, i primi insediamenti che interessarono il territorio di Antegnate furono quelli di alcune piccole tribù del popolo dei Liguri, seguiti dagli Etruschi prima e dai Galli Cenomani poi. 
Tuttavia la prima vera opera di urbanizzazione fu opera dei Romani, che vi istituirono diversi presidi militari data la vicinanza con un importante crocevia di strade che, collegando gli estremi della pianura padana, rendeva la zona particolarmente importante sia dal punto di vista militare che da quello dei trasporti.

### Il Medioevo
Successivamente, a partire dal VI secolo, si ebbe la dominazione dei Longobardi, che restituirono un po' di pace e tranquillità all'intera zona, dopo innumerevoli incursioni di orde barbariche. Il primo documento scritto che attesta l'esistenza del toponimo Antegnate (di origine latina e derivante dal nome gentilizio "Antiniano", ovvero appartenente alla gens Antiniana), risale all'anno 950, quando si fa menzione dell'esistenza di un castrum.
Il livello di antropizzazione del territorio crebbe notevolmente nel periodo medievale, grazie alle migliorate condizioni di vita ed alle innovazioni tecnologiche. Tuttavia il periodo in questione non si rivelò particolarmente positivo dal punto di vista sociale, a causa delle lotte fratricide che si verificavano tra i guelfi e ghibellini.
Nel borgo sorsero quindi numerose costruzioni a scopo difensivo, tra cui torri ed anche un castello, poi ampliato nel XV secolo, del quale oggi rimangono solo alcune tracce della costruzione muraria, visibili lungo il perimetro del centro storico. In ambito feudale notevole era il prestigio ed il potere esercitato dalla famiglia di origine bolognese dei "Bentivoglio" che ebbe in Giovanni II l'elemento di maggior prestigio. Dopo la breve parentesi comunale il potere finì sotto il Ducato di Milano, nelle mani dei Visconti.

### Età moderna
Nel XV secolo il potere passò prima nelle mani della Repubblica di Venezia e poi nuovamente ai milanesi: entrambe le dominazioni compirono numerosi interventi volti al miglioramento delle condizioni sociali e lavorative, dissodando terreni e costruendo canali per l'irrigazione.
Da allora il paese ha mantenuto una forte connotazione e tradizione rurale, con l'agricoltura attività predominante. Il comune fu inserito nel Contado di Cremona e nella Diocesi di Cremona, segnando per secoli un forte legame amministrativo del tutto diverso dall'attuale, che è invece il frutto della riforma dei confini provinciali voluta da Napoleone.
Tuttavia in questi anni il paese, come gran parte dei borghi vicini, dovette subire le scorrerie dei due contendenti che erano intenzionati a riprendersi questi territori, compiendo anche atti di rappresaglia contro la popolazione.

### Età contemporanea
Il successivo regime austro-ungarico, che venne instaurato nel 1815, dopo la breve parentesi della Repubblica Cisalpina, non riscosse particolare stima nella popolazione di Antegnate, che si rese protagonista di una protesta che consisteva nel boicottaggio del gioco del lotto, i cui proventi terminavano nelle casse austriache. La reazione imperiale fu un assedio del paese che costrinse gli abitanti al pagamento di una forte penale come parziale indennizzo dei mancati proventi. Ciò non fece altro che accrescere il malcontento nei confronti dell'invasore, che sfociò in numerose rivolte nell'intera zona, alle quali il paese contribuì con numerosi volontari, tra cui si distinse Angelo Cattaneo, considerato personaggio importante del Risorgimento italiano. L'annessione al Regno di Sardegna divenuto in seguito Regno d'Italia avvenne nel 1859.
Un altro antegnatese celebre fu Francesco Mattusi, intagliatore di grande fama al punto da essere insignito con il titolo di conte e cavaliere dal duca Ferdinando di Parma.
Nel corso del XX secolo il paese ha visto un sostanziale cambiamento della vita lavorativa: all'agricoltura sono subentrati prepotentemente l'industria e il terziario, relegando il lavoro nei campi ad attività minoritaria.

### Simboli
Lo stemma e il gonfalone sono stati concessi con decreto del presidente della Repubblica dell'11 novembre 1974.
Il gonfalone è un drappo troncato di azzurro e di giallo.

## Monumenti e luoghi d'interesse

### Architetture religiose

#### Chiesa parrocchiale di San Michele

La chiesa parrocchiale

Il complesso della chiesa parrocchiale è dedicato a san Michele arcangelo. Alcuni documenti farebbero risalire la costruzione addirittura al IX secolo, tanto da porla tra le costruzioni religiose più antiche della zona. Più volte ristrutturata e riedificata nel corso del XV secolo, è dotata di una torre campanaria che, distaccata dal corpo centrale della costruzione, risale ad un periodo compreso tra il XIII ed il XIV secolo.
All'interno della chiesa si possono trovare opere pittoriche di pregio, tra cui spiccano quelle del Romanino e di Enea Salmeggia.
La vetrata centrale della facciata, raffigurante l'assunzione della Vergine Maria, è opera di Giovanni Bertini.

#### Santuario
Il santuario, riccamente ornato di stucchi e statue, è dedicato alla Madonna.

## Società

### Evoluzione demografica
Abitanti censiti

## Infrastrutture e trasporti
Fra il 1888 e il 1931 la località era servita da una fermata posta lungo la tranvia Bergamo-Soncino.